# Czerwień kadmowa
Czerwień kadmowa, purpura kadmowa – nieorganiczny związek chemiczny stosowany jako barwnik do farb oraz rubinowego szkła selenowego. Jest otrzymywany poprzez prażenie siarczku kadmu z siarką oraz selenem. Charakteryzuje się odpornością na wysokie temperatury (nawet do 600 °C) oraz na kwasy.